# Plectaneia
Plectaneia là chi thực vật có hoa trong họ Apocynaceae.